# Ventilsteuerung

Steuerung der Ventile mit Nockenwelle, schematisch (i. d. R. befindet sich zwischen Nocken und Ventil ein Stößel, s. folgende Bilder)

Eine Ventilsteuerung oder ein Ventiltrieb ist ein Mechanismus (Kurvengetriebe), der bei einem Hubkolbenmotor die Ventile und damit den Ladungswechsel durch Öffnen und Schließen der Lufteinlass- und Abgasaustrittskanäle steuert.
Er wird in fast allen Viertaktmotoren verwendet – Ausnahmen wie der Schiebermotor sind selten. In Zweitaktmotoren dagegen werden überwiegend keine Ventile benutzt, außer bei großen Zweitakt-Schiffsdieselmotoren, die Auslassventile haben.
In der Regel wird ein Ventil von einer Nockenwelle (engl. camshaft) über einen Stößel, Schlepphebel oder Kipphebel geöffnet. Die wenigen Ausnahmen sind Pneumatik-, Hydraulik- oder Magnetventile. Geschlossen werden Ventile durch Schraubenfedern, selten durch Drehstabfedern, Gasfedern oder über einen Schließnocken zwangsgesteuert (desmodromisch). Bei frühen hochdrehenden Viertaktmotoren wurden bevorzugt Haarnadelfedern eingesetzt, da die zu jener Zeit verfügbaren Federstähle die Fertigung zuverlässiger Schraubenfedern nicht erlaubten. Haarnadelfedern konnten zur Sicherheit paarweise eingesetzt werden, außerhalb des Zylinderkopfes im kühlenden Luftstrom untergebracht werden (Norton International und Manx) und waren im Fall eines Bruchs einfach ohne weitere Montagearbeiten zu tauschen. Mit der Etablierung neuerer Stahllegierungen setzten sich aber Schraubenfedern flächendeckend durch. Seit den neunziger Jahren werden in hochdrehenden Rennmotoren der Formel 1 pneumatische Schließmechaniken eingesetzt, die eine höhere Eigenfrequenz haben und dadurch schnellere Ventilbewegungen zulassen. Diese Federn benötigen eine Luftpumpe oder – im Renneinsatz üblich – einen für die Dauer eines Rennens dimensionierten Druckluftvorrat.
Die Nockenwelle wird von der Kurbelwelle angetrieben, bei Viertaktmotoren mit einer Übersetzung von 2:1, d. h. die Nockenwelle hat die halbe Drehzahl der Kurbelwelle.
Im Betrieb werden Ventile innerhalb einer Sekunde mehrmals – bei Schiffsdieseln etwa einmal, bei Rennmotoren aber bis zu fünfzigmal – geöffnet und geschlossen, also beschleunigt und wieder zum Stillstand gebracht. Die Bewegungen der Ventile und des Kolbens im Zylinder müssen genau aufeinander abgestimmt sein.

## Bauarten
Während die Ventile überwiegend einheitlich aufgebaut sind, bestehen wesentliche konstruktive Unterschiede der Ventilanordnung, der Ventilbetätigung, der Nockenwellenanordnung und des Nockenwellenantriebs gängiger Ausführungen.

### Grundtypen
Grundsätzlich unterschieden wird nach der Anordnung der Ventile und Nockenwellen zum Zylinder.

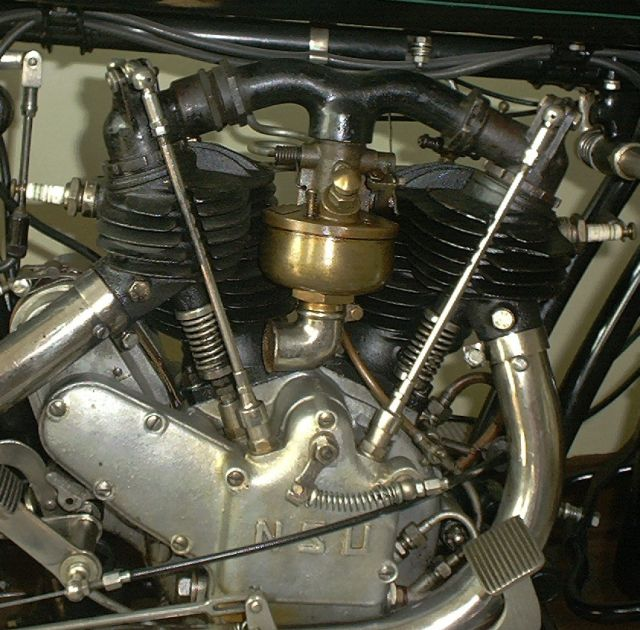
Gegengesteuerter Motor (IOE)

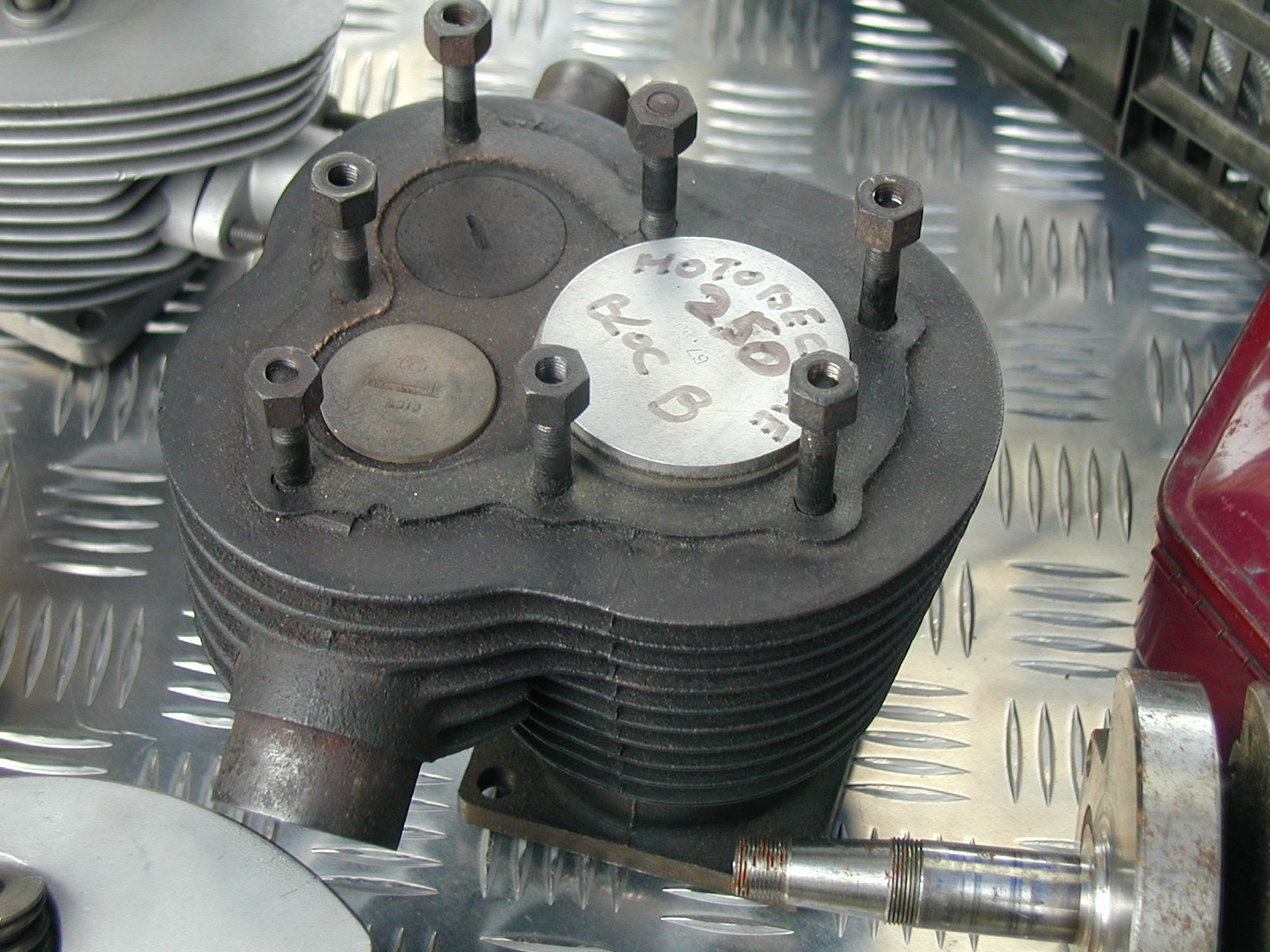
Stehende Ventile (dunkel) und Kolben (hell), der Zylinderkopf ist entfernt

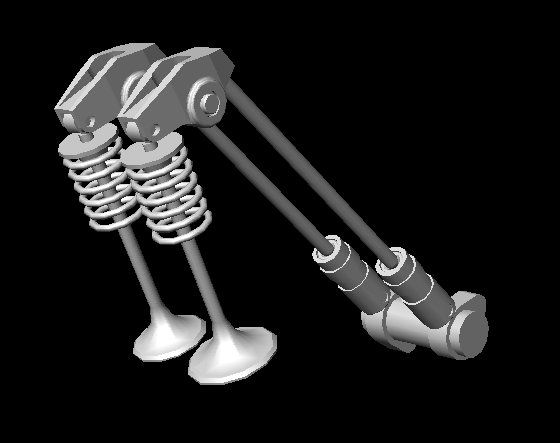
Hängende Ventile mit Stoßstangen und Kipphebel

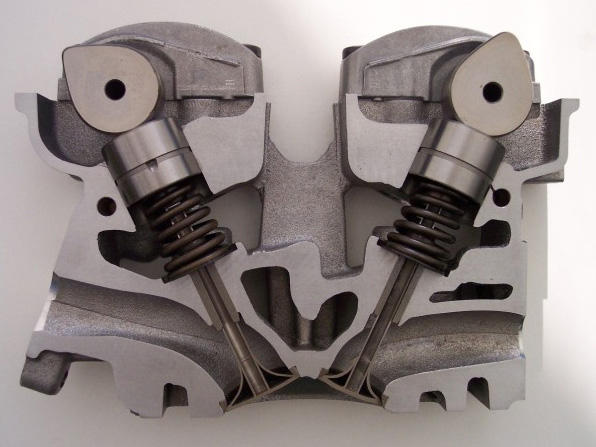
Zwei obenliegende Nockenwellen mit Tassenstößeln

#### Schnüffelventil, wechselgesteuert
Bei den ersten Motoren wurde nur das Auslassventil gesteuert, das Einlassventil wurde „automatisch“ durch den Unterdruck des ansaugenden Kolbens geöffnet. Das Schnüffelventil schließt sich am Ende des Ansaugtakts durch eine Feder, das Auslassventil wurde über einen Stößel von einer Nocke betätigt. Motoren mit Schnüffelventilen können konstruktionsbedingt nur sehr geringe Drehzahlen erreichen. Der Daimler-Reitwagen-Motor erreichte 700/min und der De-Dion-Bouton-Motor am Ende seiner Entwicklung 1.500–1.800/min.

#### Einlass über Auslass, gegengesteuert (IOE)
Beim „Inlet over Exhaust“ (englisch Inlet over Exhaust) „hängt“ das Einlassventil im Zylinderkopf und wird über Stößel, Stoßstange und Kipphebel von einer untenliegenden Nockenwelle angesteuert, das darunter stehend angeordnete Auslassventil über einen Stößel. IOE wird auch als „gegen“ oder „wechselgesteuert“ bezeichnet. Frühe wechselgesteuerte Motoren hatten offenliegende Kipphebel, sodass die Schmierung ein Problem sein konnte. Mit IOE wird im englischen Sprachraum auch das Schnüffelventil bezeichnet, das oberhalb des Auslassventils liegt.

#### Stehende Ventile (SV)
Stehende Ventile sind eine einfache, heute fast nur noch bei Kleinmotoren in Stromgeneratoren und Rasenmähern übliche Bauweise. Die Nockenwelle schiebt über Stößel die neben dem Zylinder „stehenden“ Ventile in den Zylinderkopf hinein auf. Die Form des Zylinderkopfs nennt man im angelsächsischen Sprachraum „Flathead“ und sie ist seit 1904 bekannt. Der Zylinderkopf ist beim Seitenventiler nur ein einfacher Deckel. Der Zylinderblock ist hingegen komplex, da er neben der Zylinderbohrung auch die Gaskanäle und die Ventilführungen enthält. Bei frühen Ausführungen hat der Brennraum eine ungünstig große Oberfläche. Die Höhe des Brennraums wird durch den Ventilhub bestimmt, die Grundfläche durch die Ventildurchmesser, hinzu kommt ein Teil der Kolbenfläche. Dementsprechend ist diese Art der Ventilsteuerung nur für niedrige Verdichtungsverhältnisse geeignet. Vorteile sind die flache Bauweise des Motors und der einfache Guss des Zylinderkopfes. Viele Motoren kommen ohne Ölpumpe aus, weil alle bewegten Teile vom Ölnebel im Kurbelgehäuse geschmiert werden können. Eine besondere Form des seitengesteuerten Motors ist der T-Kopf-Motor, bei dem Ein- und Auslassventil auf der jeweils gegenüberliegenden Seite angebracht sind. Diese Bauart mit zwei untenliegenden Nockenwellen war am Anfang des 20. Jahrhunderts für leistungsstarke Motoren (zum Beispiel Mercedes, Laurin & Klement, Stutz, American LaFrance) verbreitet, hat aber heute keine Bedeutung mehr.

#### Walking Beam
Bei der Ventilsteuerung mit „Walking Beam“ betätigt die untenliegende Nockenwelle die seitlich im Zylinderkopf liegenden Ventile über lange Kipphebel. Der Brennraum ist quaderförmig, schmal und hoch, oben mit abgerundeten Ecken. Diese Ventilsteuerung wurde um 1900 erfunden. Am bekanntesten sind die von Fred S. und August S. Duesenberg entwickelten Boots-, Flug- und Fahrzeugmotoren, die zwischen 1910 und 1918 von der Duesenberg Motors Corporation hergestellt wurden. PKW-Motoren wurden bis 1923 von Rochester-Duesenberg und Flugmotoren bis Ende der 1930er Jahre von Lycoming hergestellt. „Walking Beam“ ist die englische Bezeichnung für Balancier.

#### Hängende Ventile (OHV)
Bei der OHV-Ventilsteuerung (englisch Over Head Valves) „hängen“ alle Ventile im Zylinderkopf, die Nockenwelle liegt im Kurbelgehäuse, bei V-Motoren über der Kurbelwelle. Man spricht auch von „untenliegender Nockenwelle“. Die Ventile werden über Stößel, Stoßstangen und Kipphebel betätigt. Der Brennraum kann günstig geformt werden. Diese Bauweise war zu Beginn der Massenmotorisierung üblich und ist immer noch verbreitet, von Harley-Davidson über VW Käfer bis zur aktuellen Corvette. Als einer der ersten OHV-Motoren gilt der Pipe-Motor von 1905.

#### Obenliegende Nockenwelle (OHC)
Bei der OHC-Ventilsteuerung (englisch Over Head Camshaft, auch SOHC – Single Over Head Camshaft) liegt die Nockenwelle im Zylinderkopf und wird entweder durch eine Reihe von Zahnrädern, eine Königswelle, Schubstangen, eine Kette oder einen Zahnriemen angetrieben. Clément-Bayard stellte 1908 eine frühe OHC-Ventilsteuerung an seinem Rennmotor vor. Die Ventile werden über Tassenstößel, Kipp- oder Schlepphebel betätigt. Der rotierende Antrieb zwischen Kurbelwelle und Zylinderkopf vermindert die Trägheit und ermöglicht höhere Drehzahlen. Diese Bauweise ist am weitesten verbreitet, die Variationen sind vielfältig. CIH (Camshaft In Head) ist eine OHC-Variante, bei der sich die Nockenwelle seitlich im Zylinderkopf befindet; Kipphebel sind erforderlich.

#### Zwei obenliegende Nockenwellen (DOHC)
Bei Double Overhead Camshaft (DOHC) sind zwei Nockenwellen im Zylinderkopf, von denen eine die Einlassventile und die andere die Auslassventile betätigt. Der erste Motor mit zwei obenliegenden Nockenwellen war der Rennmotor von Peugeot aus dem Jahre 1912. Die bewegten Massen sind noch geringer und so noch höhere Drehzahlen möglich, aber auch weniger Verschleiß bei günstig geformtem Brennraum, und die Platzierung von Zündkerzen ist unproblematisch. Beim DOHC-Motor werden die Ventile heute mit Tassenstößeln betätigt. Moderne Rennmotoren sowie Motorradmotoren sind ausschließlich mit DOHC-Ventiltrieb ausgerüstet. DOHC bedeutet nicht automatisch vier Ventile je Brennraum; grundsätzlich können mit der DOHC-Ventilsteuerung auch zwei Ventile je Brennraum betätigt werden (siehe Kawasaki Z1).

### Ventilanordnung
Nach Anordnung der Ventile zueinander wird unterschieden zwischen parallel, V-förmig und radial:

#### Parallele Ventile
Bei einer obenliegenden Nockenwelle werden die parallel (in einer Reihe) hängenden Ventile über Tassenstößel oder Schlepphebel betätigt, bei CIH-Motoren über Stößel und Kipphebel, bei einer untenliegenden Nockenwelle über Stößel, Stoßstangen und Kipphebel.

#### V-förmige Anordnung
Bei dieser Ventilanordnung bilden die in einem Winkel zueinander im Zylinderkopf hängenden Ventile ein V. Dies ergibt im Vergleich zu einem Zylinderkopf mit parallel hängenden Ventilen eine günstigere Brennraumform und es können größere Ventildurchmesser verwendet werden. Bei dieser Ventilanordnung liegen in der Regel Ein- und Auslass in einem Querstromzylinderkopf gegenüber oder der Einlass ist „oben“ im Winkel des „V“, etwa beim Motor des BMW 328, bei Peugeot oder den Zwölfzylindermotoren von Lamborghini der 1960er Jahre.
Diese Anordnung kann sowohl für Zweiventil-, als auch für Mehrventil-Motoren verwendet werden; ein solcher Zylinderkopf wird als Vier- oder Fünfventiler (drei Einlassventile) wegen der beiden nebeneinanderliegenden Auslass-Kanäle bevorzugt mit Flüssigkeitskühlung gebaut, da dort lokal eine erhebliche Wärmemenge abgeführt werden muss. Dennoch waren die von Honda und MV Agusta in den 1960er- und 1970er-Jahren im Motorradrennsport eingesetzten Motoren dieser Bauart durchweg luftgekühlt und auch zahlreiche Serienmotoren wie die der Suzuki-GSX-Reihe dieser Zeit haben eine Luftkühlung.
Bei zwei obenliegenden Nockenwellen werden die Ventile meist direkt über Tassenstößel betätigt, seltener über kurze Schlepphebel. Bei einer obenliegenden Nockenwelle in der Mitte am einfachsten über Kipphebel. Bei den britischen Herstellern Triumph und Rover wurden die Einlassventile über Tassenstößel, die Auslassventile über Kipphebel betätigt. In den zweiventiligen Versionen des Arese-V6 von Alfa Romeo wurden die Einlassventile über Tassenstößel betätigt, die Auslassventile über horizontale Tassenstößel, kurze horizontale Stoßstangen und L-förmige Kipphebel über den Ventilen.
Auch bei Motoren mit untenliegenden oder zentral (V- und Boxermotoren) eingebauten Nockenwellen mit Stoßstangen nutzte man die Vorteile dieser Ventilanordnung und nahm den komplexeren Ventiltrieb in Kauf.
Die Boxermotoren von BMW und Citroën haben, ähnlich wie die V-Motoren der 1950er Jahre von Lancia schräge Kipphebel, das heißt Kipphebel mit seitlich versetzten Hebelarmen. Die „Vs“ der Ventile und die Kurbelwelle liegen in parallelen Ebenen, das heißt, die Ein- und Auslässe der Zylinder sitzen nicht seitlich, sondern vorn und hinten.
Bei Puch-Boxermotoren, Peugeot und den Chrysler Hemi-Motoren sind die Stoßstangen schräg gestellt und treffen in Verlängerung der Zylinderachse auf einander gegenüberliegende Kipphebel. Die Ebene der „Vs“ steht senkrecht zur Kurbelwelle. Eine ähnliche Anordnung der Kipphebel haben Motoren von Fiat (im 1800 und 1500 ff.), aber das „V“ ist zur Einlassseite gekippt. Daher stehen die Stoßstangen steil wie bei Motoren mit parallel hängenden Ventilen und so war der Motorblock auch ursprünglich konzipiert.
Beim BMW 328 werden die Einlässe über einfache und die Auslässe über zwei L-förmige, über liegende Stoßstangen verbundene Kipphebel betätigt. Auch hier war der Motorblock mit seitlicher Nockenwelle, Stößeln und Stoßstangen für einen Zylinderkopf mit Kipphebeln und parallel hängenden Ventilen vorgesehen.
Der erste Motor mit Ventilen in V-Anordnung in einem Auto war 1903 der des Rennwagens „Premier Special“ mit einer königswellengetriebenen obenliegenden Nockenwelle und Kipphebeln.

#### Radiale Anordnung
Bei dieser Ventilanordnung für einen Vierventil-Motor hängen die Ventile der Ein- und Auslassseite nicht jeweils parallel nebeneinander, sondern die Ventile gleicher Funktion sind untereinander in einem Winkel zueinander angeordnet, so dass die Ventilteller keinen dachförmigen Brennraum bilden (wie bei V-förmig hängenden Ventilen), sondern einen annähernd halbkugelförmigen Brennraum. Durch die Möglichkeit, in diesem Winkel zwischen den Auslass-Ventilen einen zusätzlichen Kühlmittel-Kanal anzuordnen, ist der Zylinderkopf bei dieser Bauart thermisch höher belastbar. Außerdem können die Ventilöffnungen bei dieser Ventilanordnung größer sein als bei einem Zylinderkopf mit parallel hängenden Ventilen. Die jeweils schräg zueinander hängenden Ventile werden entweder von einer Nockenwelle mit konisch geschliffenen Nocken betätigt oder es wird eine zweigeteilte Nockenwelle mit einem Kegelradsatz in der Mitte verwendet (Grand-Prix-Rennmotorrad BSA 250). Alternativ werden ebenfalls schräg angeordnete Schlepphebel benutzt; die direkte Betätigung erfordert jeweils eine Nockenwelle für Ein- und Auslassventile (DOHC). Bei Ventilbetätigung über Schlepphebel genügt eine Nockenwelle (zum Beispiel Honda Radial Four Valve Combustion Chamber). Der Pionier dieser Konstruktion war der britische Motorradhersteller Rudge, der bereits in den 1920er-Jahren Motoren mit vollradialer (alle Ventile stehen radial zum Brennraum) und halbradialer (parallel hängende Einlassventile, radial angeordnete Auslassventile) einsetzte (deswegen behaupten böse Zungen, dass die Abkürzung RFVC bei Honda nicht für Radial Four Valve Combustion Chamber stehe, sondern für Rudge Four Valve Copy). Weitere Beispiele: Rolls-Royce Condor, Honda XR 500 R, Honda XL 600, aktuelle Motoren von MV Agusta.
Eine Sonderform dieser Ventilanordnung ist der Radial-Diametral-Vierventiler von Ludwig Apfelbeck.

#### Gegenüberliegende Ventile (T-Kopf)

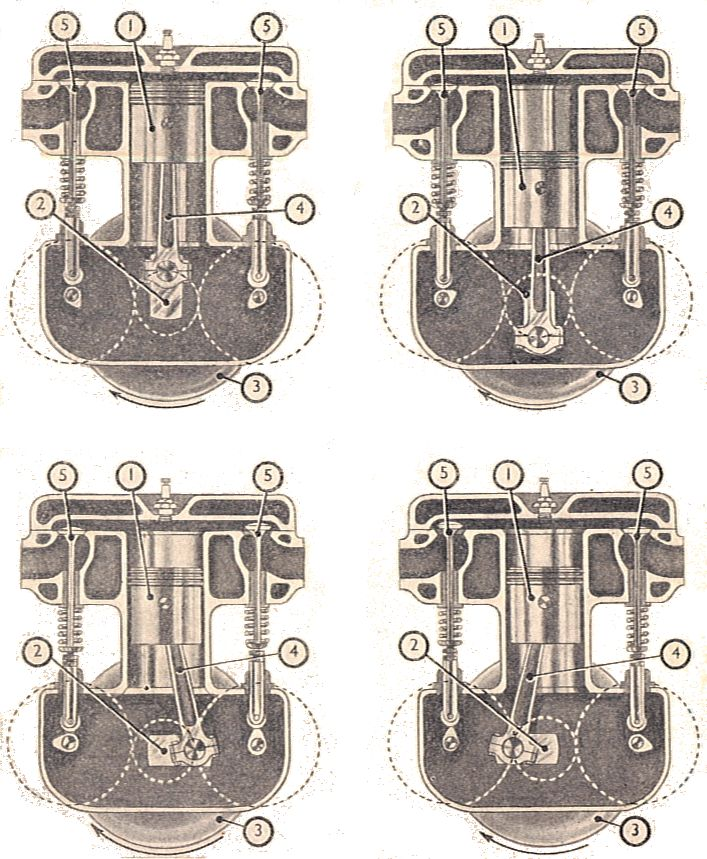
Arbeitsweise eines Einzylinder-Viertaktmotors mit T-Kopf-Ventilsteuerung

Der T-Kopf-Motor ist eine frühe Variante des seitengesteuerten Motors, bei dem Ein- und Auslassventile auf einander gegenüberliegenden Seiten des Zylinders angebracht sind. Jede Seite hat in der Regel eine eigene, im Kurbelwellengehäuse untergebrachte Nockenwelle. T-Kopf-Motoren wurden für hohe Leistungen konstruiert und kamen sowohl im frühen Sport- und Rennwagen (u. a. Mercedes, Panhard & Levassor, Hotchkiss, Delahaye, Chadwick, Packard, Mercer) wie auch in Nutzfahrzeugen zur Anwendung. Der Feuerwehrfahrzeughersteller American LaFrance verwendete sie bis 1950. Das Pierce-Motorrad von 1907–1913 hatte einen Vierzylinder-T-Kopf-Motor.

### Ventilbetätigung

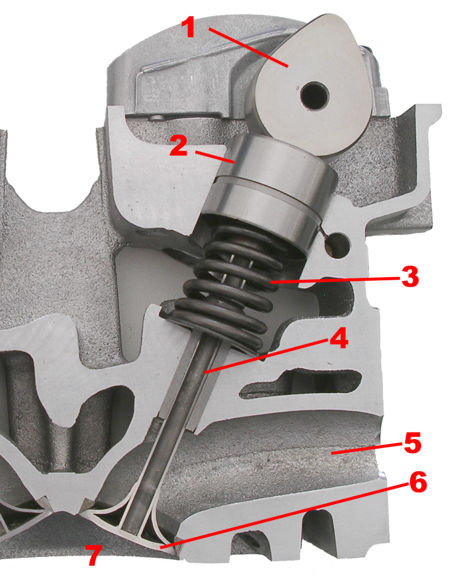
Ventiltrieb mit Tassenstößel:
1. Nocken der Nockenwelle
2. Tassenstößel
3. Ventilfeder
4. Ventilschaft
5. Gaskanal zum Einlass (Frischgas) oder Auslass (Abgas)
6. Ventilteller, der den Brennraum (7) gegen den Ventilsitzring abdichtet
7. Brennraum

Nach Art der Ventilsteuerung wird unterschieden:
- Tassenstößel – hier betätigt der Nocken einen becherförmigen Hohlzylinder, der – abgesehen von Spielausgleichselementen – direkt auf den Ventilschaft drückt. Der Abstand zwischen Nocken und Ventil ist bei dieser Bauart am geringsten, außerdem findet keine Kraftumlenkung durch Schlepp- oder Kipphebel statt, dadurch ist diese Bauart leicht, sehr steif und eignet sich damit für höchste Drehzahlen. Diese Betätigungsart bietet auch die geringste Bauhöhe der Ventilsteuerung. Zu den Möglichkeiten der Ventilspieleinstellung und des automatischen Spielausgleiches siehe unter Tassenstößel.
- Schlepphebel/Schwinghebel – zwischen Nocken und Ventil befindet sich ein Hebel, der in einer eigenen Achse oder einem Kugelbolzen gelagert ist. Vorteil: Das Ventilspiel lässt sich einfach einstellen.
- Kipphebel Der Kipphebel ist zweiarmig. Die Kippachse befindet sich zwischen der Nockenwelle auf der einen Seite und dem Ventil auf der anderen Seite. Das Ventilspiel kann über eine Schraube mit Kontermutter auf der Ventilseite des Kipphebels eingestellt werden oder über die Lagerung des Kipphebels eingestellt, indem der Drehpunkt, also die Kippachse, verschoben oder mit einem Exzenter verdreht wird. Außer dem Ventilspiel verändert sich auch die Länge des Hebelarms, wodurch der Ventilhub etwas verändert wird (Hebelgesetz).

Opel-CIH-Motoren und CVH-Motoren von Ford sind mit einem hydraulischen Stößel zwischen Nocken und Kipphebel zum Ventilspielausgleich ausgestattet. Im Normalfall betätigt die Nockenwelle einen starren Stößel, und das Ventilspiel wird über eine Schraube am Kipphebel eingestellt. Auch V-förmig hängende Ventile können mit nur einer Nockenwelle gesteuert werden, in der Regel sind dann die Kipphebel gegenüberliegend angeordnet und nicht auf einer gemeinsamen Achse gelagert (Ausnahme: PRV- und Douvrin-Motor).
- Die Desmodromik, die zum Beispiel bei Ducati-Motorrädern eingesetzt wird, ist eine Zwangssteuerung ohne Ventilfedern. Stattdessen werden die über Schlepphebel geöffneten Ventile über einen zusätzlichen Schließnocken der Nockenwelle und einen Schließhebel geschlossen. Diese Bauart ist besonders leichtgängig, da von der Nockenwelle keine zusätzliche Federkraft zu überwinden ist. Das System ist so für hohe Drehzahlen geeignet. Das Ventilspiel muss jedoch für das Öffnen und das Schließen separat eingestellt werden. Neuere Konstruktionen haben einen doppelten hydraulischen Ventilspielausgleich. Eine schwache zusätzliche Ventilfeder zum Schließen erlaubt ein Starten des Motors; ohne sie wäre bei kaltem Motor keine Kompression möglich. Bei formschlüssiger desmodromischer Ventilbetätigung dient derselbe Nocken (Doppelkonturnocken) zum Öffnen und Schließen.

- Variable Ventilsteuerung. Inzwischen gibt es Konstruktionen, mit denen Ventilhub und Öffnungsdauer im Betrieb verändert werden kann. Motoren mit variabler Ventilsteuerung brauchen im normalen Betrieb keine Drosselklappe und haben einen höheren Wirkungsgrad. Bei der Valvetronic des Herstellers BMW wirkt der Nocken über einen Zwischenhebel mit veränderlichen Hebelarmen auf den Schlepphebel des Ventils. Beim Multiair-System von Fiat und Schaeffler sitzt zwischen Nocken und Ventil ein hydraulisches System, mit dem Ventilhub und Öffnungsdauer verringert werden können.

### Auswahlkriterien
Die Auswahl des Ventiltriebes seitens des Konstrukteurs hängt von verschiedenen Kriterien ab:
- Anzahl der zu betätigenden Ventile: Will man einen Vierventil-Motor mit nur einer Nockenwelle ausrüsten, so können nicht alle Ventile direkt über Tassenstößel betätigt werden, daher werden oft zwei Nockenwellen eingesetzt. Sinngemäß gilt das auch für Fünfventiler mit zwei Nockenwellen.
- Position der Zündkerzen und Einspritzdüsen im Zylinderkopf
- Maximale Drehzahl des Motors: etwa 65–150/min bei Schiffsdieseln (Langsamläufer), etwa 3500/min bei Lkw-Dieseln, etwa 6000–8000/min bei Pkw-Ottomotoren, bis 17.000/min bei Motorradmotoren, bis 20.000/min bei Formel-1- und Viertakt-Motorrad-Rennmotoren.

## Nockenwellen-Antrieb
Für die Übertragung der Rotationsbewegung von der Kurbelwelle zur (obenliegenden) Nockenwelle gibt es verschiedene Möglichkeiten. Weit verbreitet sind:
- Steuerkette oder
- Zahnriemen

Andere Möglichkeiten sind
- Stirnräder oder
- (vor allem bei älteren Motorrädern) die Königswelle
- sowie sehr selten der Antrieb mit einem Paar von Schubstangen. Bei dieser Antriebsart ist vorausgesetzt, dass die Nockenwelle parallel zur Kurbelwelle angeordnet ist, was die vorherrschende Bauweise ist.

Prinzipbedingt dreht die Nockenwelle eines Viertaktmotors stets mit der halben Kurbelwellendrehzahl – abgesehen von Viertakt-Sternmotoren, Näheres siehe dort.
Um den Verbrauch zu senken setzen die Automobilhersteller zunehmend auf Nockenwellenverstellung. Hier werden drehzahlabhängig durch Verstellen der Nockenwelle die Steuerzeiten der Einlassventile geändert, teils auch der Auslassventile. Damit lassen sich die Füllung des Zylinders und damit der Wirkungsgrad des Motors in einem breiteren Drehzahlbereich verbessern. Wenn auch der Ventilhub an die Motorlast angepasst werden kann, wird die Drosselklappe überflüssig, so bei der Valvetronic von BMW oder MultiAir von FIAT.
Bei Sternmotoren werden wegen der abweichenden Form die Steuerwellen als „Nockentrommel“, „Nockenring“ oder „Nockenscheibe“ bezeichnet. Sie laufen meist koaxial mit der Kurbelwelle, so dass als Antrieb nur Zahnräder in Betracht kommen.
Üblicherweise sind die Nocken auf einer Nockenwelle so angeordnet, dass sich der Stößel radial zur rotierenden Welle bewegt; dabei verlaufen die Nockenkonturen meist parallel zur Welle, der Stößel steht senkrecht zu ihr. Von Ludwig Apfelbeck sind jedoch auch Motoren mit angeschrägten Nocken konstruiert worden, bei denen die Stößel andere Winkel zur Nockenwelle einnehmen können. In einigen Sport-Motorrad-Motoren werden wiederum konisch geschliffene Nocken eingesetzt.
Selten sind Konstruktionen mit axialer Ventilsteuerungsbewegung in Richtung der Nockenwellen, so bei einigen der britischen Chater-Lea-Motorräder und bei Konstruktionen von Richard Küchen. Die Nocken betätigen dabei drehbar gelagerte Hebel.
Grundsätzlich ist zur Ventilsteuerung keine rotierende Nockenwelle notwendig – die zeitgesteuerte Betätigung von Stößeln ist auch mit Nockenwellen, die nur um weniger als eine volle Umdrehung hin und zurück drehen, oder mit translatorisch bewegten „Nockenbahnen“ möglich. Eine solche Bauweise wurde aber in der Serie noch nicht verwendet. Ventile können weiterhin auch mit Hydraulik, Pneumatik oder elektromagnetisch bedient werden. Hochdrehende Rennmotoren der Formel 1 setzen auf eine mechanische Betätigung über Stößel in Kombination mit einer pneumatischen Schließvorrichtung, die wegen ihrer hohen Eigenfrequenz sehr hohe Drehzahlen erlaubt. Die von der schwedischen Automanufaktur Koenigsegg eingesetzte Free-Valve Technik steuert die Ventile durch pneumatisch-hydraulisch-elektrische Aktuatoren. Durch den Verzicht auf Nockenwelle und Zahnriemen entsteht weniger Reibung, was bei geringerem Verbrauch eine höhere Leistung des Motors ermöglicht.

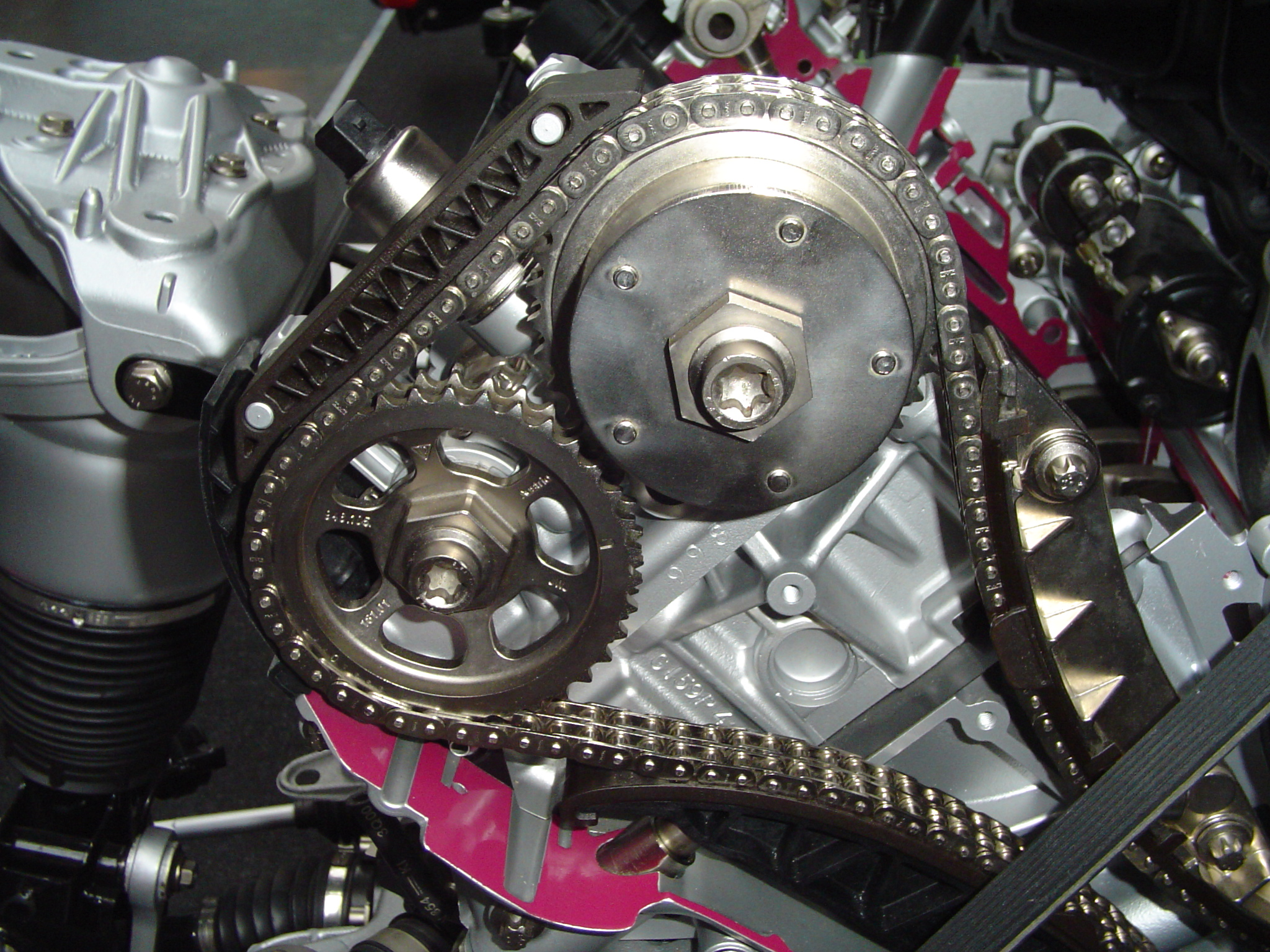
Zwei obenliegende Nockenwellen angetrieben durch eine Steuerkette
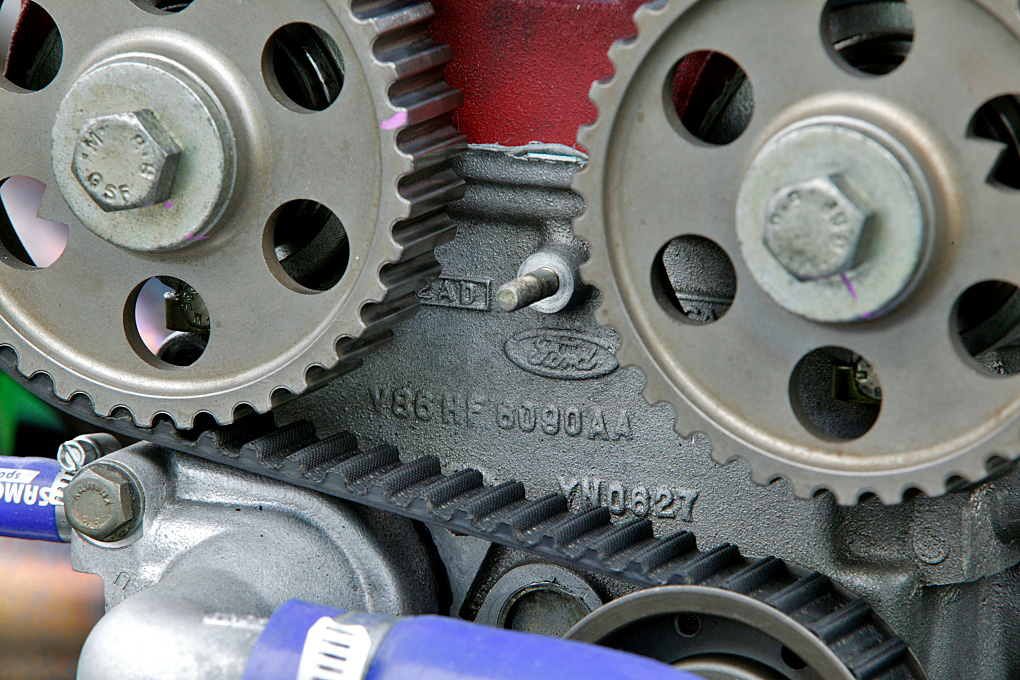
Zwei obenliegende Nockenwellen angetrieben durch einen Zahnriemen (Cosworth YB)
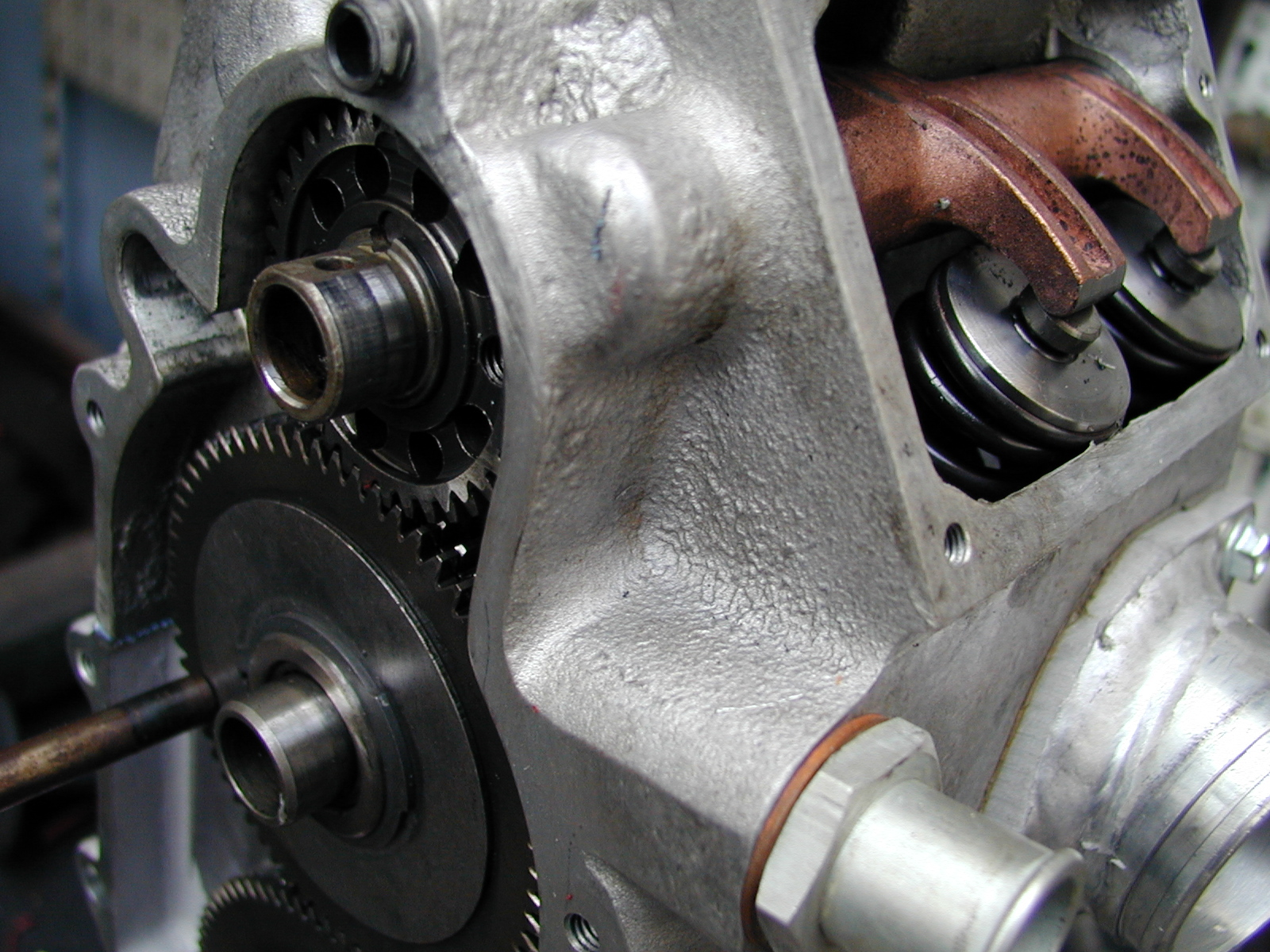
Nockenwellenantrieb durch Stirnräder
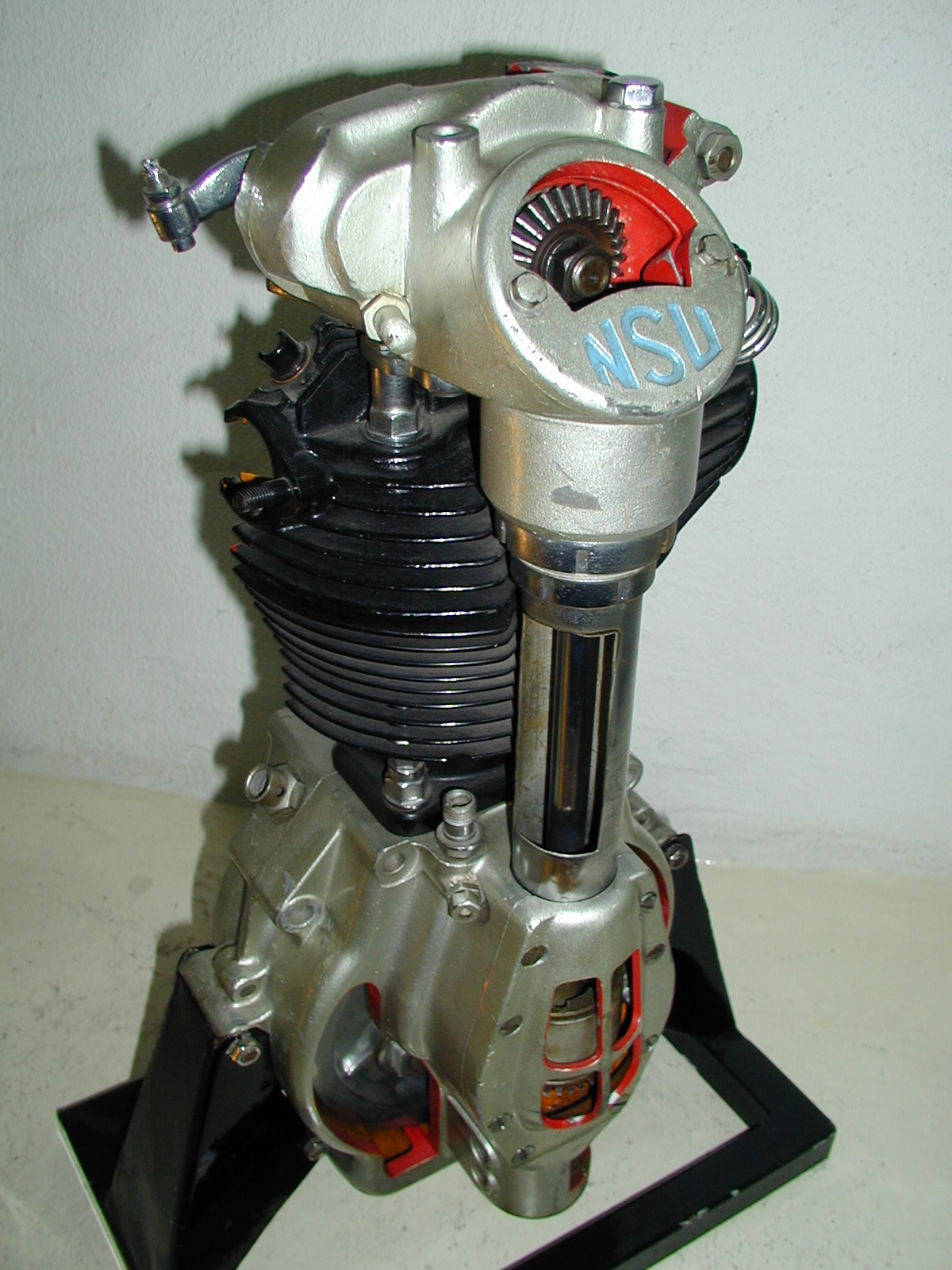
Nockenwellenantrieb durch Königswelle
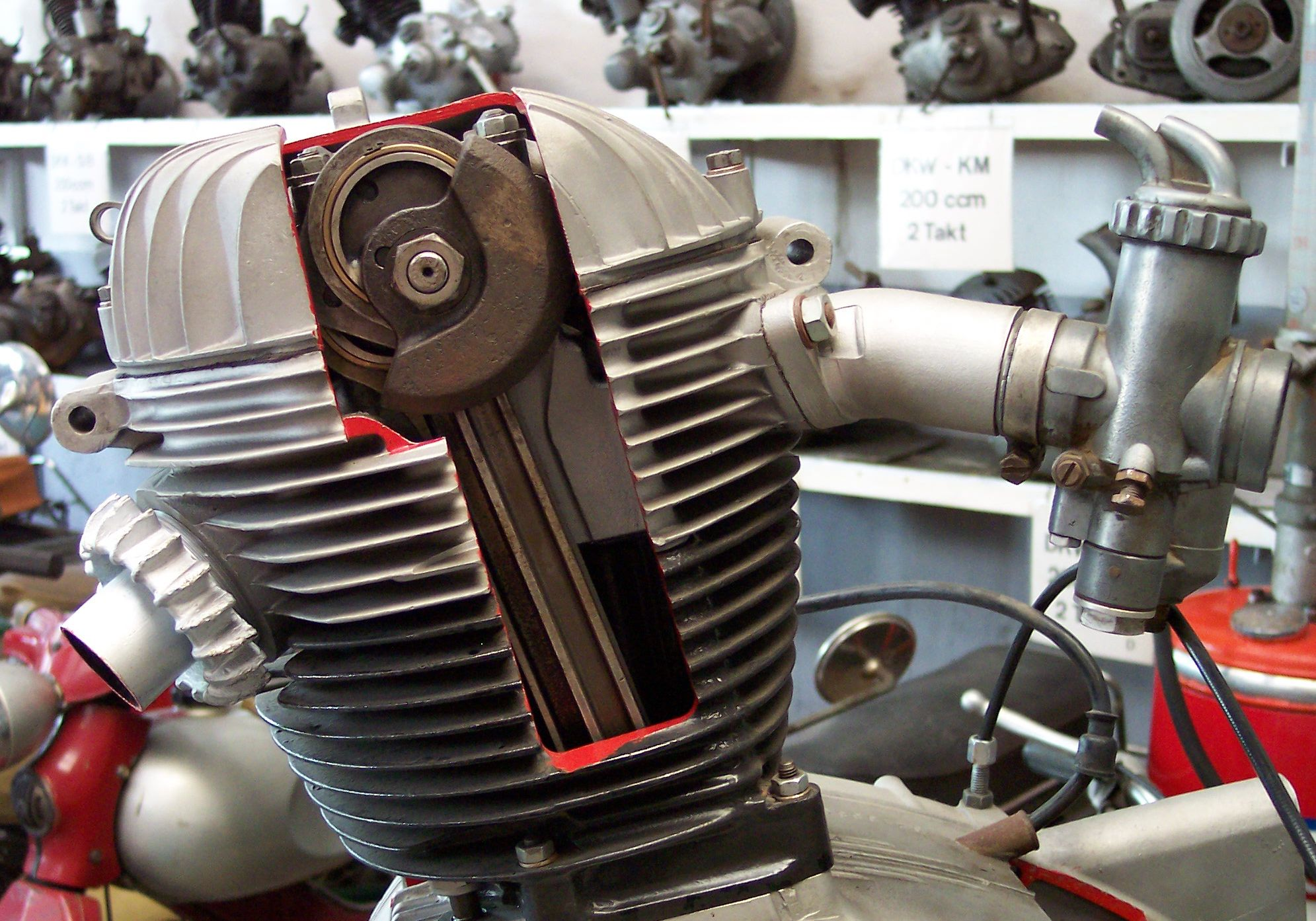
Nockenwellenantrieb durch Schubstangen
zahnradgetriebene Nockentrommel

## Ventil

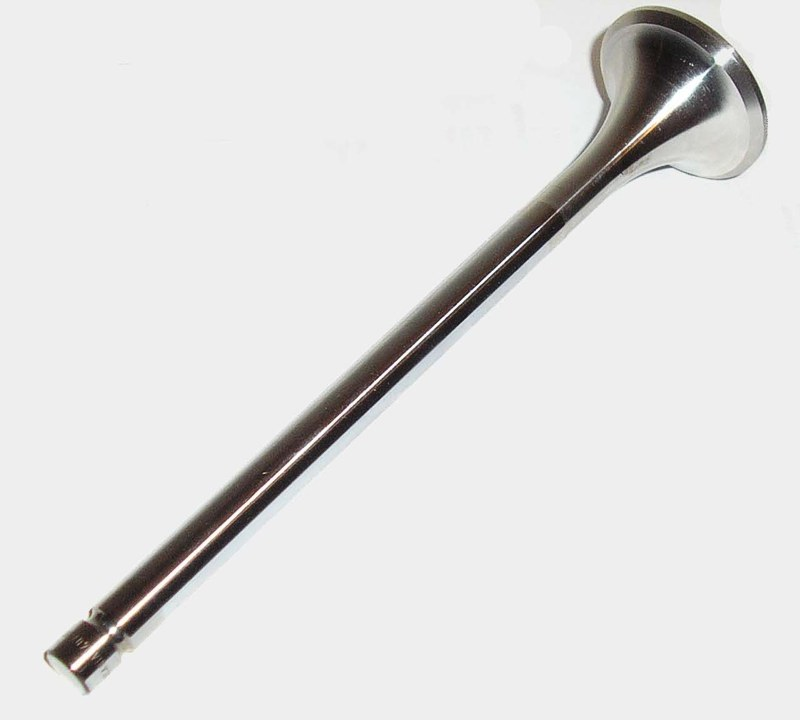
Auslassventil, rechts der Ventilteller, links die Ringnut zum Verkeilen des Federtellers

Zur Steuerung des Ladungswechsels im Verbrennungsmotor werden bei Viertaktmotoren fast ausschließlich und bei Zweitaktmotoren teilweise Tellerhubventile verwendet. Das Ventil besteht aus dem Ventilteller, der den Ein- oder Auslass-Kanal im geschlossenen Zustand gegen den passend geschliffenen oder gedrehten Ventilsitz im Zylinderkopf abdichtet. Der Ventilteller geht parabelförmig in den Ventilschaft über, um den vorbeiströmenden Gasen möglichst geringen Widerstand zu bieten. Der Ventilschaft ist ein langer, dünner Zylinder, der fest mit dem Teller verbunden ist. Ventilschaft und -teller sind meist aus Kostengründen getrennt gefertigte Bauteile, die anschließend im Reibschweißverfahren miteinander verbunden werden. Bei hochbelasteten Motoren entsteht dadurch an der Verbindungsstelle eine Defektquelle, die durch abreißende Ventilteller zu schweren Motorschäden führen kann. Diese werden heute in Rennmotoren durch einteilig gefertigte Ventile aus hochwärmefesten Stählen (beispielsweise Nimonic) vermieden.

### Aufgaben, Beanspruchungen und Konstruktion
Ventile sind thermisch und mechanisch hoch beanspruchte Bauteile, die zusätzlich noch korrosiven Einflüssen ausgesetzt sind. Die mechanischen Beanspruchungen entstehen infolge Durchbiegung des Ventiltellers unter Zünddruck, durch hartes Aufsetzen beim Schließen (Stoß) und durch Massenkräfte infolge hoher Beschleunigungen. Durch entsprechende Stärke und Formgebung des Tellers sind diese Spannungen beeinflussbar.
Vom Verbrennungsraum her nehmen die Ventile mit großer Oberfläche Wärme auf. Das Auslassventil wird während des Öffnens auch durch die ausströmenden heißen Abgase auf der Oberseite erhitzt. Im Ventil fließt die Wärme vor allem zum Ventilsitz, ein kleinerer Teil über den Schaft zur Ventilführung. Einlassventile erreichen Temperaturen von 300 °C bis 500 °C, Auslassventile 600 °C bis 800 °C. Wenn die Dichtung am Ventilsitz während der Verbrennungsphase nicht einwandfrei ist, entstehen örtliche Überhitzungen und Anschmelzungen, die zum Versagen des Ventils führen.
Um die Wärmeleitung durch den Schaft zu verbessern, wird dieser für besonders hohe Anforderungen hohl ausgeführt und mit Natrium gefüllt (Natriumkühlung). Die Bewegungen des bei Temperaturen über 97,5 °C flüssigen Natriums verstärken den Wärmetransport. So können die Ventiltemperaturen um bis zu 100 °C abgesenkt werden. Die Flüssigkeit im Innern des Ventils führt außerdem zu einer Schwingungsdämpfung. Der hohle Ventilschaft natriumgefüllter Ventile ist bei extremer Belastung eine Schwachstelle dieser Konstruktionen. Die heute verfügbaren thermisch hochbelastbaren Stähle machen es möglich, vom Einsatz einer Natriumfüllung abzusehen und einteilige Ventile ohne Sollbruchstelle zu verwenden.
Zur Verminderung des Verschleißes kann der Sitz durch Aufschweißen von Stellit – einer speziellen Hartmetalllegierung – gepanzert sein.
Der Werkstoff des Ventils muss hohe Warmfestigkeit und Zunderbeständigkeit haben. Dafür wurden besondere RSH-Stähle entwickelt. Eine typische Bezeichnung ist X15NiCr25.20 (Werkstoff-Nr. 1.4841) (oder Werkstoff Nr. 1.4541 (X6CrNiTi18-10)). Neben Stahl werden bei hochdrehenden Motoren teils leichtere Titan-Legierungen eingesetzt. Mario Illien setzte in den Ilmor-Motoren, die er für die Formel-1-Fahrzeuge von Mercedes entwickelte, erstmals Beryllium als Legierungszusatz in Ventilwerkstoffen ein.
| Werkstoff                    | Dichte (g/cm³) | Schmelzpunkt (°C) | Wärmeleitfähigkeit (W/(m · K)) | Mohshärte |
| ---------------------------- | -------------- | ----------------- | ------------------------------ | --------- |
| Ventilstahl (RSH-Stahl)      | 7,80           | 1538              | 14,5                           | 4,0       |
| Titan                        | 4,50           | 1668              | 22                             | 6,0       |
| Beryllium (Legierungszusatz) | 1,84           | 1287              | 190                            | 5,5       |
| Wolfram (Legierungszusatz)   | 19,30          | 3422              | 170                            | 7,5       |

Aus Verschleißgründen werden in die Zylinderköpfe oft Ventilsitzringe eingebaut. Im Zuge der technischen Weiterentwicklung werden an diese stetig wachsende Ansprüche bezüglich der Bauart, des Materials, der Präzision und der Leistungsstabilität gestellt.
Unter anderem die Ventilsitzringe im Ein- und Auslassbereich für Großdieselmotoren (Antriebsaggregate für Schiffe und stationäre Stromgeneratoren) werden im Schleudergussverfahren hergestellt. Die dafür verwendeten Werkstoffe (Nickel-Basis-Legierungen, warmfeste ferritische Stähle sowie anwendungsspezifische Werkstoffe) bieten nicht nur eine gute Temperaturbeständigkeit bis 400 °C, sondern auch eine hohe Verschleiß- und Korrosionsbeständigkeit beim Einsatz von unterschiedlichen Brennstoffen wie Schweröl, Diesel, schwefelfreie Treibstoffe und Gas.
Bei Leichtmetallzylinderköpfen muss in jedem Fall ein Sitzring vorgesehen werden (legierter Schleuderguss, in Sonderfällen auch Gusseisen mit einem Wärmeausdehnungskoeffizienten in der Höhe von Leichtmetall). Bei hochbeanspruchten Motoren werden insbesondere für die Auslassventile Sitzringe aus legiertem Schleuderguss auch bei Grauguss-Zylinderköpfen verwendet. Die Ventilsitzringe werden eingepresst oder eingeschrumpft. Durch die Kombination geeigneter Werkstoffe wird eine Kontaktverschweißung zwischen Ventilteller und Ventilsitzring vermieden und somit Fressschäden vorgebeugt. Zunächst wurden Ventilsitzringe nur in Gasmotoren und Motoren mit Aluminiumzylinderkopf verwendet, da sich bei Ottomotoren durch das bis in die 1980er-Jahre ausschließlich verwendete verbleite Benzin eine Schutzschicht zwischen Ventilteller und Zylinderkopf bildete und so die Kontaktverschweißung verhinderte. Bei Dieselmotoren übernimmt der Ruß diese Aufgabe. Festbrennen von Ventiltellern in ihren Sitzen wird auch durch Verdrehvorrichtungen vorgebeugt.
Der Teller des Einlassventils hat meist einen größeren Durchmesser als der des Auslassventils, da auf diese Weise die Leistungsausbeute bei gegebenem Brennraumdurchmesser am höchsten ist. Der Schaft wiederum ist beim Auslassventil dicker, um den Wärmetransport zu fördern. Die Wärme wird weiter an die Ventilführung und von dort an den Zylinderkopf abgegeben, der meist durch Kühlwasser, selten durch Luft gekühlt wird.

### Ventilbetätigung

#### Direkte Betätigung
Bei der direkten Betätigung wird das Ventil direkt durch die obenliegende Nockenwelle geöffnet, geschlossen wird es von der Ventilfeder. Deren Kraft wird übertragen über den Federteller, der von zwei Ventilkeilen gehalten wird, die in eine Ringnut am oberen Ventilschaft eingreifen. Zwischen Nocken und Ventilschaft ist als Übertragungsglied ein Tassenstößel angeordnet, auf dem der Nocken während der Betätigung gleitet. Der Stößel muss die entstehenden Querkräfte vom Ventilschaft fernhalten. Der Stößeldurchmesser ist durch die maximale Stößelgeschwindigkeit festgelegt, die Nockenbreite wird durch die Flächenpressung zwischen Nockenwelle und Stößel bestimmt. Da Nocken und Stößel unter hoher Flächenpressung aufeinander gleiten müssen, ist die Werkstoffpaarung wichtig. Gehärteter Stahl und Grauguss sind gut geeignet. Zur Vermeidung ungleichmäßigen Verschleißes lässt man den Stößel oft um seine Achse drehen. Dazu wird er seitlich gegen die Nockenmitte um 1 bis 4 mm versetzt. Neben starren Stößeln, bei denen das Ventilspiel durch Einlage von Plättchen unterschiedlicher Dicke (1/10-mm-Abstufung) oder Änderungen an Ventil bzw. Ventilsitz eingestellt werden kann, gibt es auch Stößel mit automatischer Spielnachstellung, sogenannte Hydrostößel.

#### Betätigung über Hebel

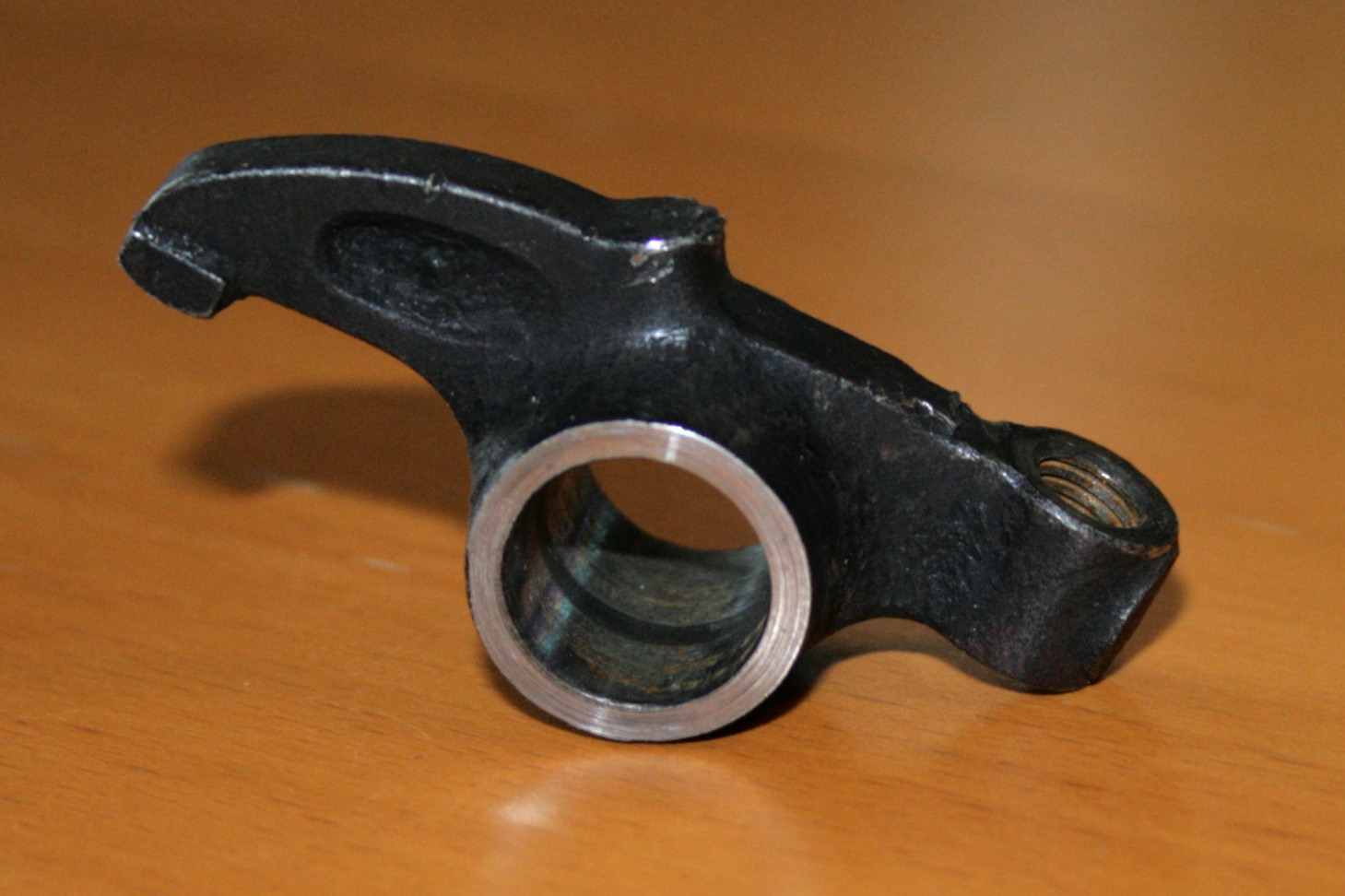
Kipphebel eines Kraftfahrzeugmotors – rechts das Gewinde der Einstellschraube

Kipphebel sind ein Relikt der Motoren mit untenliegender Nockenwelle, hier wurden sie von Stoßstangen als Übertragungsglied angetrieben. Bei obenliegender Nockenwelle werden sie verwendet, wenn die Ventile im Brennraum V-förmig angeordnet sind. Im Zuge der heute aktuellen Maßnahmen zur Verbesserung des mechanischen Wirkungsgrades werden auch bei DOHC Motoren häufig wieder Schlepphebel eingesetzt, bei denen die Nockenwelle auf einer Rolle abläuft. Dadurch wird die Reibung gegenüber dem Einsatz von Tassenstößeln deutlich verringert. Am Drehpunkt des Kipphebels ergibt sich eine hohe Auflagekraft, so dass die Lagerung besonders steif ausgelegt werden muss. Für das Kipphebelverhältnis i=l2/l1 werden im Allgemeinen Werte zwischen 1 und 1,3 angestrebt als Kompromiss zwischen niedriger Flächenpressung am Stößel, geringer bewegter Masse und hoher Steifigkeit. Die Kraft des Kipphebels soll möglichst axial auf den Ventilschaft übertragen werden, um eine Seitenkraft auf den Ventilschaft zu vermeiden. Kipphebel werden meist gegossen oder geschmiedet. Billige Varianten bestehen aus tiefgezogenem Blech, diese sind jedoch weniger steif. Vorteilhaft ist eine Einstellung des Ventilspiels an der ruhenden Hebellagerung, jedoch sitzt die Einstellschraube bei geschmiedeten Hebeln normalerweise gegenüber, wodurch die bewegte Masse des Ventiltriebs zunimmt. Schlepphebel (oder: Schwinghebel) sind wesentlich weniger beansprucht als Kipphebel. Änderungen im Auflagerpunkt haben geringeren Einfluss auf die Kinematik. Beim Schlepphebel ist der Einbau eines hydraulischen Ventilspielausgleichs in die Hebellagerung eine sehr geschickte konstruktive Lösung, die wenig Platz beansprucht, die Gesamtelastizität nur wenig ändert und daher gegenüber anderen Lösungen oft bevorzugt wird.

### Ventilspiel
Im Betrieb erwärmtes Metall dehnt sich aus, so dass das Ventil länger wird. Dadurch kann es vorkommen, dass es nicht mehr vollständig schließt. Auch wenn der Ventilsitz schneller verschleißt als der Nocken, kann das Ventil nicht mehr vollständig schließen.
Dann droht das Verbrennen des Ventilsitzes und des Ventiltellers, da die heißen Verbrennungsgase am nicht ganz geschlossenen Ventil vorbeiströmen und es kaum noch Wärme an den Zylinderkopf ableiten kann. Wegen der durchströmenden Gase tritt zudem ein Leistungsverlust auf, da der Teil der Verbrennungsgase, der am Ventil vorbei entweicht, seine Energie nicht an den Kolben abgibt.
Um ein sicheres Schließen des Ventils unter allen Betriebsbedingungen sicherzustellen, wird ein Ventilspiel vorgesehen – ein kleiner Abstand irgendwo im Ventiltrieb. Dieser Abstand verringert sich mit Erreichen der Betriebstemperatur, darf aber nicht Null werden. Zu großes Spiel bewirkt wiederum Leistungsverlust, starke Geräuschentwicklung und erhöhten Verschleiß des Ventiltriebs.
Die Hersteller geben daher einen Bereich für das Ventilspiel an, in der Größenordnung einiger Hundertstel- bis Zehntelmillimeter, meist bezogen auf den kalten Motor. Das Ventilspiel soll in regelmäßigen Wartungsintervallen (nach Kilometerleistung, teils auch Betriebsstunden) kontrolliert und ggf. nachgestellt werden, falls der Motor keinen automatischen Ventilspiel-Ausgleich hat.
Das Spiel wird meist mit Fühlerblattlehren gemessen und dann je nach Bauart unterschiedlich eingestellt: Bei Kipphebeln, die von Stoßstangen betätigt werden, befindet sich in den Hebeln häufig eine gekonterte Schraube, an der die Einstellung vorgenommen werden kann. Bei anderen Konstruktionen wird der Drehpunkt der Hebel verstellt. Tassenstößel haben dagegen gehärtete Einlegeplättchen („Shims“), die zwischen Stößel und Nocken bzw. Stößel und Ventilschaft platziert werden. Diese sind in feinen Abstufungen der Dicke erhältlich und werden bei notwendiger Korrektur ausgetauscht.
Viele neuere Motoren haben Hydrostößel oder ähnliche hydraulische Elemente, z. B. als Auflager für Schlepphebel („Hydrolifter“) oder als Teil eines Hebels, die das Ventilspiel aufheben. Die regelmäßige Wartung entfällt dann, allerdings verschleißen die Hydrostößel selbst und verursachen nach hoher Laufzeit ggf. Klappern und Leistungsverlust. Ein Nachteil solcher Ventilspielausgleichselemente ist es auch, dass der Stößel bzw. Hebel ständig an den Nocken der Nockenwelle angelegt wird und mehr Reibung und Verschleiß entsteht. Deshalb ist es günstig, diesen Spielausgleich mit Rollen zu kombinieren (z. B. in Form von Rollenschlepphebeln), auf denen die Nocken abrollen.